# Särkisalo

Wappen der ehemaligen Gemeinde Särkisalo

Särkisalo [ˈsærkisɑlɔ] (schwed. Finby [ˈfɪnbyː]) ist eine ehemalige Gemeinde im Schärenmeer vor der Küste Südwestfinnlands. Anfang 2009 wurde sie in die Stadt Salo eingemeindet.
Särkisalo liegt in der Landschaft Varsinais-Suomi rund 30 km südlich des Stadtzentrums Salo und 100 km von Turku entfernt. Die Gemeinde Särkisalo hatte eine Fläche von 152,32 km² (unter Ausschluss der Meeresgebiete 82,79 km²). Ein Teil des ehemaligen Gemeindegebiets liegt auf dem Festland, den größeren Teil nehmen aber die Schären ein. Das Kirchdorf von Särkisalo liegt auf der 22 km² großen Insel Isoluoto (schwed. Storö), die dem Festland direkt vorgelagert und über eine Brücke erreichbar ist. Außerdem befinden sich auf der größten Insel der Gemeinde die Dörfer Bastböle, Förby, Musko, Norrby und Vähämaa. Südlich von Isoluoto liegen zwei weitere größere Inseln, Ulkoluoto (schwed. Utö) mit den Dörfern Tessvär, Siksala und Söderby sowie Pettu. Ulkoluoto und Pettu sind jeweils mit Fähren erreichbar. Auf dem Festland befinden sich die Dörfer Falkberg, Finnari, Hästö, Heikberg, Kaukassalo (schwed. Kolsjö), Seppälänmäki, Taamarla und Verkkoranta.
Die Gemeinde Särkisalo hatte zuletzt 742 Einwohner, davon rund ein Zehntel Finnlandschweden. Offiziell war die Gemeinde zweisprachig mit Finnisch als Mehrheits- und Schwedisch als Minderheitssprache. Durch die Eingemeindung nach Salo ging der zweisprachige Status von Särkisalo verloren.
Die Schärenlandschaft und die Möglichkeiten zum Angeln – die Gewässer der Gegend sind bekannt für große Hechte – machen Särkisalo zu einem beliebten Ziel für Feriengäste: Im Sommer verdreifacht sich die Einwohnerzahl im ehemaligen Gemeindegebiet durch den Tourismus. Sehenswürdigkeiten in Särkisalo sind die Holzkirche aus dem Jahr 1760, das Fischerdorf Niksaari und ein eisenzeitlicher Grabhügel auf dem Felsen Puosinkallio.
Die erste urkundliche Erwähnung von Särkisalo stammt aus dem Jahr 1329. 1868 wurde Särkisalo als eigenständige Gemeinde aus Perniö gelöst. Ursprünglich hatte sie nur den schwedischen Namen Finby, erst 1930 wurde auf Grundlage mittelalterlicher Urkunden der finnische Name Särkisalo geschaffen. Zum Jahresbeginn 2009 wurde Särkisalo zusammen mit den acht Gemeinden Halikko, Kiikala, Kisko, Kuusjoki, Muurla, Perniö, Pertteli, und Suomusjärvi nach Salo eingemeindet.

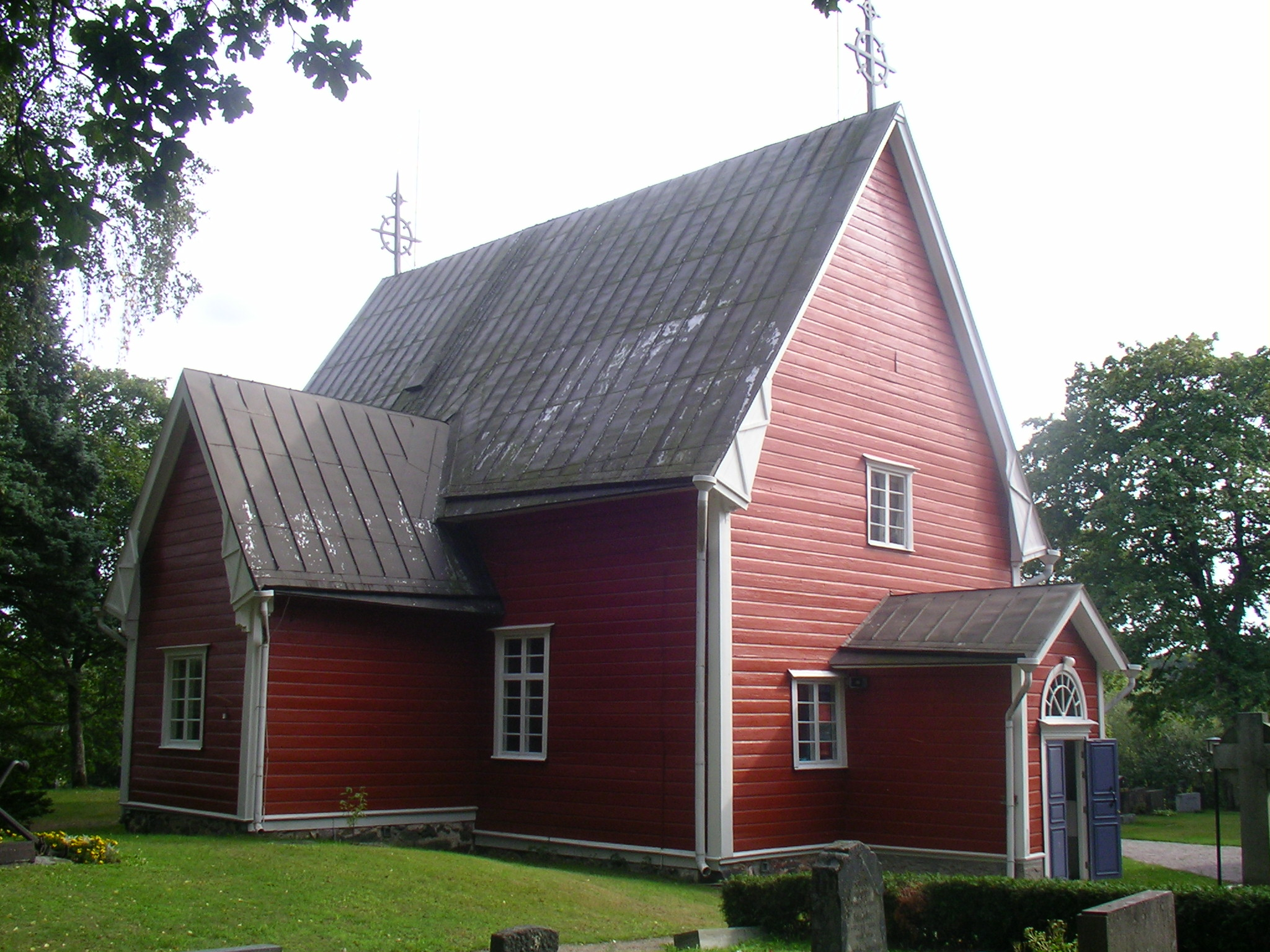
Die Kirche von Särkisalo